# Condalia mexicana
Condalia mexicana är en brakvedsväxtart som beskrevs av Diederich Franz Leonhard von Schlechtendal. Condalia mexicana ingår i släktet Condalia och familjen brakvedsväxter. Inga underarter finns listade i Catalogue of Life.